# Sprühpflaster

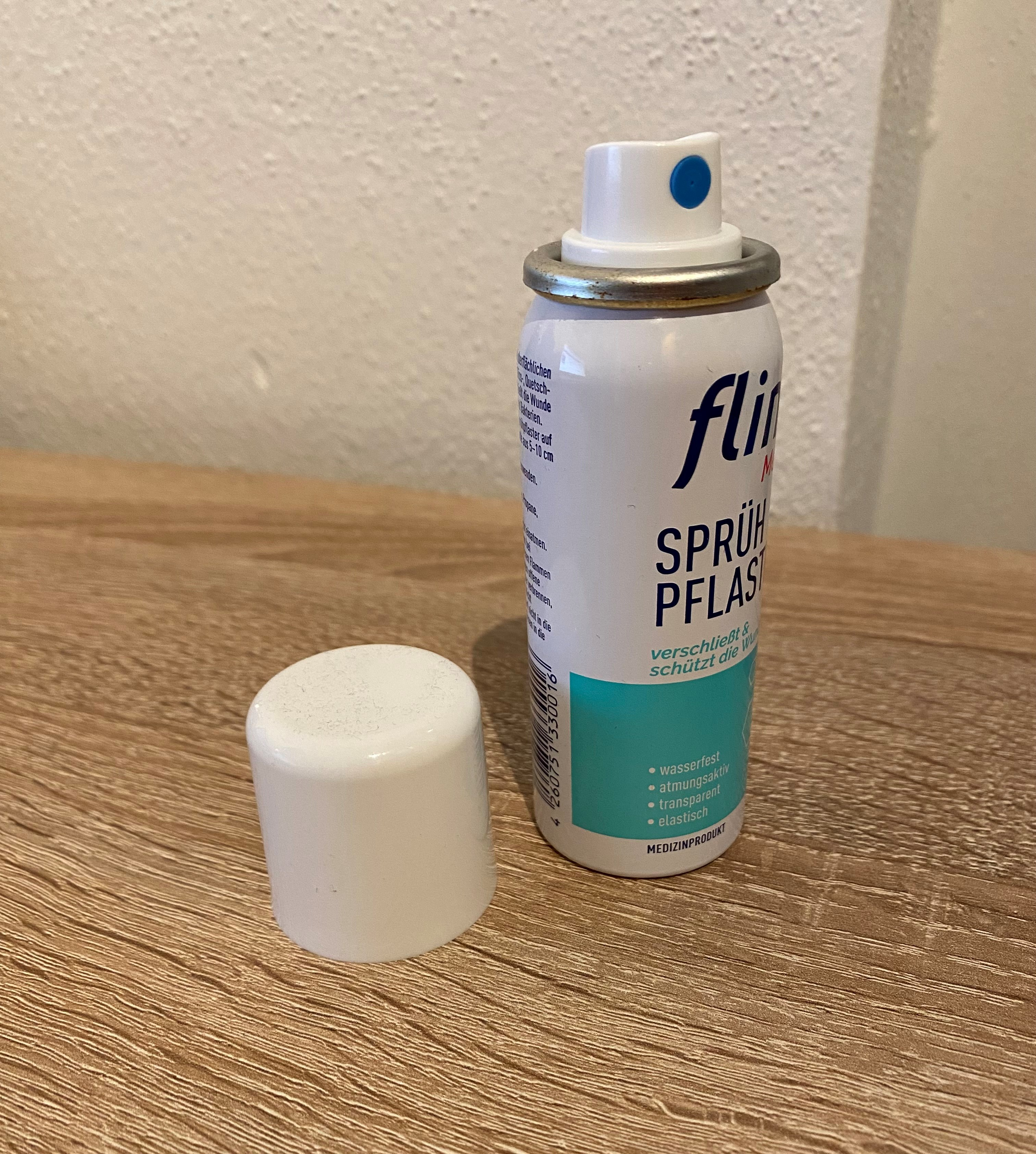
Sprühpflaster 50ml Sprühdose

Ein Sprühpflaster ist ein moderner Pflasterersatz, bei dem auf die Wunde kein Verband kommt.
Stattdessen wird eine Polymerlösung aufgesprüht, die nach Verdampfen des Lösungsmittels eine Schutzschicht auf der Wunde bildet. Die Schicht löst sich nach einigen Tagen von selbst oder kann unter laufendem Wasser entfernt werden.
Der Schutzfilm ist transparent, atmungsaktiv und schützt die Wunde vor Wasser, Schmutz und Mikroorganismen. Durch die einfache und schnelle Anwendung werden Sprühpflaster besonders gerne unterwegs und im Sportbereich eingesetzt.
Es sollte allerdings nicht bei Verbrennungen, tiefen oder infizierten Wunden, im Bereich der Augen oder des Mundes, oder auf Schleimhäuten benutzt werden.
Sprühpflaster enthalten häufig Ethylacetat oder Wasser als Lösungsmittel. Als Polymer finden u. a. Polyvinylpyrrolidon, Nitrocellulose, Ethylcellulose oder Poly(methylacrylat-isobuten-monoisopropylmaleat) (als statistisches Copolymer) Verwendung.

## Sprühverband
Zu unterscheiden vom Sprühpflaster ist der Sprühverband, mit dem auf der Basis von Cyanacrylatklebern („Sekundenkleber“) ein echter Wundverschluss stattfindet.